# Prassitea (moglie di Erittonio)
Prassitea (in greco antico: Πραξιθέα?, Praxitea) è un personaggio della mitologia greca, una ninfa naiade.

## Mitologia
Sposò Erittonio, re di Atene che la rese madre di Pandione.
Pandione, una volta cresciuto sposò Zeusippe (la sorella di Prassitea) e da loro nacquero Eretteo, Bute, Procne e Filomela.